# Joseph Conombo
Joseph Issoufou Conombo (* 9. Februar 1917 in Kombissiri, Obersenegal und Niger, heute Burkina Faso; † 20. Dezember 2008) war von 1978 bis 1980 Premierminister von Obervolta, dem heutigen Burkina Faso.

## Politische Laufbahn

### In Frankreich
Conombo war Arzt, nachdem er die École normale William Ponty und die Medizinerschule in Dakar besucht hatte. Er gehörte während des Zweiten Weltkriegs zu einer senegalesischen Einheit, die 1944 an der Landung in Südfrankreich teilnahm. Conombo ging vor der Unabhängigkeit des zu Frankreich gehörenden Obervolta in die Politik. 1948 wurde er in die Versammlung der Union française gewählt. Seit dem 17. Juni 1951 war er Abgeordneter der französischen Nationalversammlung. 1954 wurde er Staatssekretär im Innenministerium während der Regierungszeit von Pierre Mendès-France. Zuständig war er in diesem Amt für die französischen Überseegebiete und die in Frankreich lebenden Arbeiter aus Nordafrika. Am 2. Januar 1956 wurde er wieder in die Nationalversammlung gewählt. 1958 vertrat er Obervolta im Senat der Communauté Française.

### In Obervolta
In den 1950er-Jahren gehörte er gemeinsam mit Daniel Ouezzin Coulibaly zu den führenden Persönlichkeiten der Partei Parti démocratique unifié (PDU).
Von 1971 bis 1974 war er Außenminister der Militärregierung des seit 1966 regierenden Präsidenten Sangoulé Lamizana. Am 7. Juli 1978 wurde er nach Einführung einer neuen Verfassung Regierungschef einer Zivilregierung, der Präsident hatte diese Funktion seit 1974 selbst innegehabt. Beider Amtszeit endete am 25. November 1980, als Saye Zerbo durch einen Militärputsch die Macht übernahm. Zerbo war 1974 Conombos Nachfolger als Außenminister gewesen.

## Werke
- Mon idée – projet de société pour la Haute Volta. (1976)
- Souvenirs de guerre d’un « tirailleur Sénégalais ». (1989)
- Mba Tinga ou les traditions Mossé dans l’Empire du Moogho-Naba. (1989)
- Acteur de mon Temps : un Voltaïque dans le XXè siècle. (2003)
- Une autre conquête de l’Afrique par l’Amour et la Charité. (2003)